# Похорон патріарха Володимира
Під час похорону патріарха Володимира 18 липня 1995 року в центрі Києва почалися масові заворушення. Їх спричинила відмова влади надати дозвіл на поховання патріарха на території Софіївського собору, а також жорстокі дії працівників спеціального підрозділу міліції «Беркут» та бійців Внутрішніх військ МВС України. Ці події відомі як чорний або кривавий вівторок.

## Передумови
14 липня 1995 року Святіший Патріарх Київський і всієї Руси-України Володимир І був знайдений мертвим. 17 липня його відспівали, а керівництво Київського патріархату вирішило поховати померлого 18 липня на території Софіївського собору. З боку уряду похованням займався віцепрем'єр-міністр Іван Курас, який не надав дозволу на поховання, мотивуючи це тим, що собор Святої Софії — історико-архітектурна пам'ятка під охороною ЮНЕСКО та запропонував поховати Володимира на Байковому кладовищі. Представники Української православної церкви Київського патріархату спочатку погодились на цю пропозицію.
За словами Євгена Марчука, 17 липня 1995 року Президент України Леонід Кучма в присутності самого Марчука та одного з керівників парламенту дав команду не допустити похорону Патріарха на території собору Святої Софії, оскільки на той час Адміністрація Президента перебувала у тісному контакті з УПЦ МП.

## Поховання
В день похорону Патріарха 18 липня Леонід Кучма відбув до Білорусі, а Євген Марчук перебував у службовій поїздці по Київській області. У цей самий час, зранку, міністр внутрішніх справ Юрій Кравченко доповів про відсутність будь-яких загострень та підтвердив домовленість про поховання Патріарха на Байковому цвинтарі.
Траурна процесія почала свій шлях від Володимирського собору. Дійшовши до Володимирської вулиці, процесія повернула не в бік Байкового кладовища, де було заплановане поховання, а ліворуч — в бік Софії Київської. За твердженням Євгена Марчука, рішення про зміну напрямку руху приймали Леонід Кравчук та Микола Поровський. На самій Володимирській вулиці на процесію чекав міліцейський кордон, який відмовився пропустити її, попри заклики церковних діячів та народних депутатів. У відповідь на спробу прориву кордону силами УНА-УНСО, бійці «Беркуту» застосували гумові кийки та сльозогінний газ, що, однак, їм не допомогло.
Прорвавши кордони та дійшовши до Софіївського собору, процесія зупинилася біля зачинених воріт, помітивши в самому храмі значне скупчення міліції. Близько 16 години 30 хвилин активісти УНА-УНСО почали копати могилу праворуч від входу до собору, прямо в тротуарі, ламаючи асфальт О 19 годині 20 хвилин, коли тіло Патріарха було вже поховане, бійці загонів спеціального призначення вийшли з воріт храму та почали зачищати площу, б'ючи людей За твердженням УНА-УНСО, таку команду віддав перший заступник начальника ГУ МВС в м. Києві В. Будніков, а хтось із натовпу викрикнув:
|  | Натовп бити – унсовців калічити! |

Деякий час члени УНА-УНСО разом з вірянами стримували натиск міліції, однак вже згодом площа була заповнена працівниками міліції, які, за свідченнями очевидців, били лежачих людей та шматували українські прапори. Близько 22 години кордон працівників міліції навколо могили був знятий, учасники процесії змогли засипати її землею. Усіх затриманих було доставлено до Шевченківського районного відділку міліції, де (за твердженням УНА-УНСО) до них були застосовані тортури.

## Розслідування та реакція

Могила патріарха Володимира

Прокуратура міста Києва порушила кримінальну справу, розслідування якої завершилось у травні 1996 року. Слідство дійшло висновку про відсутність у діях працівників «Беркуту» та Буднікова ознак злочину, а тому кримінальна справа була закрита.
Кучма заявив, що не знав про побиття людей, переклавши всю відповідальність на Марчука. Той, у свою чергу, поклав відповідальність на Президента, заявивши, що той ввечері 18 липня повернувся до України, однак поїхав не в Адміністрацію Президента, а в Кончу-Заспу.
Побиття було піддане жорстокій критиці та висвітлено на європейських телеканалах. Разом з тим, ієрарх РПЦ Кирило, який у той час був митрополитом Смоленським, заявив, що причиною побиття людей став розкол у Церкві.
18 липня 2005 року на Софіївській площі в м. Києві відбулася організована українською політичною партією та громадським рухом УНА-УНСО акція пам'яті кривавих подій 1995 року.